# Пъстърва (гъба)
Пъстървата (Polyporus squamosus) е вид базидиева гъба от семейство Polyporaceae. Разпространена е в големи части от света – в Северна Америка, Австралия, Азия и Европа, където е честа причина за гниене на дървесината на живи или мъртви дървета.
Пъстървата има дебело стъбло, обикновено прикрепено в една точка към мъртъв дървесен ствол. Плодното тяло най-често е с обиколка 8 – 30 cm и дебелина до 10 cm. Тялото е жълто до кафяво, с характерни подобни на люспи образувания от горната страна. От долната му страна се виждат характерните за рода Polyporus пори, съставени от групирани снопове тръбички с дължина 1 – 12 mm.
Гъбите с по-малки петури са годни за консумация, макар че запазват характерната си жилавост и слабо дървесен вкус. Мариноват се, пържат се или се панират. Нямат стопанско значение.